# Clube Atlético Portal Uberlândia
O Clube Atlético Portal Uberlândia, mais conhecido como CAP Uberlândia, é um clube de futebol de Uberlândia.

## História

Primeiro Escudo

O novo clube surgiu em Uberlândia para a disputa do Campeonato Mineiro da Segunda Divisão 2011. Um dos idealizadores do projeto, foi o ex-atacante Gilson Batata, de 43 anos. Gilson esteve na direção do clube, chegando a atuar em um amistoso, mas ficando posteriormente ao cargo de treinador da equipe.
O novo clube foi fundado com projetos para jogadores que não tiveram chances no Uberlândia Esporte Clube. Segundo o diretor Gilson, o novo clube não tem qualquer intenção de criar rivalidade com o Uberlândia, mas sim parcerias.
Um exemplo é o Uberlândia emprestar jogadores que não estão sendo aproveitados ao CAP, o que seria bom para o jogador, que ganharia uma experiência. A estreia em competições oficiais teve seu inicio dia 6 de agosto, contra o Araxá, no Estádio Parque do Sabiá, pelo Campeonato Mineiro da Segunda Divisão de 2011.
O time foi formado, em grande parte, por jogadores cedidos pelo Uberlândia Esporte Clube ou vindos de outros clubes de pequeno porte, como Votuporanguense e Plácido de Castro.
A primeira participação do CAP em jogos oficiais e profissional foi na Segundona 2011, onde estreou na chave A, ao lado de times como Araxá, Santaritense, Araguari e Jacutinga. O time se qualificou a segunda fase do torneio ficando ao lado de União Luziense, Valeriodoce e Santaritense, porém o time não demonstrou o futebol apresentado na primeira fase e acabou sendo eliminado do campeonato. Neste mesmo ano, Social e Araxá conquistaram o acesso ao Módulo II de 2012.
Em seu segundo ano como profissional, o CAP Uberlândia participou da Segundona 2012. O time foi designado ao Grupo B, ao lado de times tecnicamente bons e tradicionais no futebol mineiro como Nacional de Uberaba, Ituiutabana e Montes Claros.
O time não conseguiu resultados favoráveis e acabou sendo eliminado ainda na primeira fase com resultados vexatórios para um time de futebol. Neste ano, o Minas Futebol e o Democrata de Sete Lagoas garantiram vaga no Módulo II de 2013.
Em sua terceira participação seguida na Segundona 2013, o CAP Uberlândia foi designado ao Grupo A, ao lado de Nacional de Uberaba, Santaritense, Jacutinga e um time da mesma cidade, o Unitri. O time teve uma participação invejável na 1ª fase, avançando juntamente com equipes do Triângulo Mineiro, o Nacional de Uberaba e Unitri.
No hexagonal final, as equipes se juntaram ao Montes Claros, Funorte e Valério. O CAP teve uma boa participação chegando na última rodada com grandes chances de subir ao Módulo II de 2014, dependendo somente de si o CAP necessitava de uma vitória simples contra o Valério, porém acabou sendo derrotado e teve de permanecer ainda na Segunda Divisão do mineiro. Neste ano o Montes Claros e o Nacional de Uberaba conquistaram o acesso ao Módulo II de 2014.
No ano de 2014, o Atlético Portal participou da Segundona 2014, sendo designado ao Grupo C, ao lado do tradicional Uberaba, Ituiutabana e do Fluminense de Araguari, que veio a desistir da competição por questões financeiras.
Na 1ª fase o time passou na segunda posição junto do Uberaba, com a mesma quantia de pontos, porém o critério de desempate, o saldo de golos, deu a vantagem a equipe de Uberaba.
No hexagonal final, a equipe juntou-se ao Uberaba, Funorte, Betinense, Nacional de Muriaé e Valério. Nesta fase a equipe começou com resultados negativos, porém conseguiu se recuperar a tempo, garantindo bons resultados.
Na penúltima rodada o time venceu o Uberaba por 2 a 1 eliminando o time da cidade vizinha, chegando assim a última rodada dependendo apenas de suas forças para subir.
Na última rodada o CAP dependia de suas forças para subir, sendo que uma vitória garantiria a presença do time no Módulo II de 2015 e um empate ou derrota, faria o time depender de outros resultados.
O Nacional de Muriaé com o acesso já garantido perdeu fora para o Uberaba, o Funorte que disputava a vaga com o CAP, venceu, porém a vitória do CAP sobre o Betinense por 2 a 0, fora de casa, garantiu ao time de Uberlândia o acesso e ainda por cima, o título de Campeão da Segunda Divisão de 2014.
o CAP estreou na primeira divisão do futebol mineiro atuando no Módulo II, o time esteve presente na chave B ao lado do Uberlândia, Araxá, Patrocinense, Montes Claros e Tricordiano.
A estréia na competição foi diante o tradicional Uberlândia, sendo o primeiro derby entre as duas equipes em uma competição oficial; o time saiu vitorioso da partida por 3 a 2.
O time comandado por Luiz Eduardo, treinador que conquistou vários acessos pelo estado de Minas Gerais era considerado um dos favoritos à ascensão à primeira divisão, porém uma derrota para o Tricordiano nas últimas rodadas da primeira fase, retirou as chances do time que não foi capaz de passar da 1ª fase.
Em 2015, o CAP encerrou sua participação no torneio com uma derrota para o Uberlândia na última rodada pelo placar de 1 a 0; assim vendo o alviverde uberlandense avançar na competição e posteriormente conseguir o acesso e o título de Campeão Mineiro do Módulo II.
Em 2020, o CAP Uberlândia foi rebaixado no Módulo II. A missão de tentar livrar o time da queda na volta do campeonato após a parada por conta da pandemia de Covid-19 era do técnico Wantuil Rodrigues. Mas os resultados conquistados em cinco jogos, somados aos trabalhos anteriores de Amaragil Neto e Toninho Cajuru, não foram suficientes para o objetivo.

## Títulos
| ESTADUAIS | ESTADUAIS                            | ESTADUAIS | ESTADUAIS  |
|           | Competição                           | Títulos   | Temporadas |
| --------- | ------------------------------------ | --------- | ---------- |
|           | Campeonato Mineiro - Segunda Divisão | 1         | 2014       |

## Estatísticas
| Competição   | Competição      | Temporadas | Melhor campanha    | Anos      | A | R |
| Minas Gerais | Módulo II       | 6          | 5° colocado (2019) | 2015-2020 | – | 1 |
| Minas Gerais | Segunda Divisão | 4          | Campeão (2014)     | 2011-2014 | 1 | – |